# Ефрем (Бойович)
Епископ Ефрем (серб. Епископ Јефрем, в миру Еврем Бойович, серб. Јеврем Бојовић; 1851, село Мишевичи, близ Нови-Пазара — 3 июня 1933, Чачак) — епископ Сербской Православной Церкви, епископ Жичский. Брат сербского военачальника Петра Бойовича.

## Биография
Окончил начальную школу и гимназию в Белграде. В 1870 году поступил в Белградскую духовную семинарию. В 1875 году учился в Московской Духовной Академии, которую окончил в 1879 году со степенью магистра богословия.
По возвращении на родину стал младшим преподавателем Белградской духовной семинарии.
Сдал профессиональный экзамен, затем окончил аспирантуре в Германии.
Получил звание профессора Белградской духовной семинарии, где проработал в общей сложности 31 год. По отзыву русского консула Алексея Беляева «Хороший человек
и преподаватель».
В 1915 году, во время Первой мировой войны, вместе с братом, воеводой Петаром, отступал с сербскими войсками до Адриатики.
28 февраля 1920 года принял монашеский постриг в монастыре Раковица. На следующий день рукоположён в сан диакона, 1 марта — в сан иерея.
8 марта 1920 года в кафедральном соборе Белграда хиротонисан во епископа Шабацкого.
17 ноября 1920 года назначен епископом Жичским.
По его инициативе в 1925—1932 годы был восстановлен Монастырь Жича.
Скончался 3 июня 1933 года в Чачаке. Похоронен в монастыре Студеница.